# Lutrós
Lutrós (em grego: Λουτρός; romaniz.: Loutrós) é uma vila grega da unidade regional de Evros, no município de Alexandrópolis, na unidade municipal de Trajanópolis, na comunidade de Lutrós. Localizada numa atitude de 18 metros, próximo a ela estão as vilas de Lutrá Trajanópolis e Péfca. Segundo censo de 2011, têm 715 habitantes.